# ويليام لوكاس روت
ويليام لوكاس روت (بالإنجليزية: William Lucas Root) هو مهندس وعالم حاسوب وضابط ورياضياتي أمريكي، ولد في 1919 في دي موين في الولايات المتحدة، وتوفي في 22 أبريل 2007.